# Bình Phú, Đồng Tháp
Bình Phú là xã thuộc tỉnh Đồng Tháp, Việt Nam.

## Địa lý
Xã Bình Phú có vị trí địa lý:

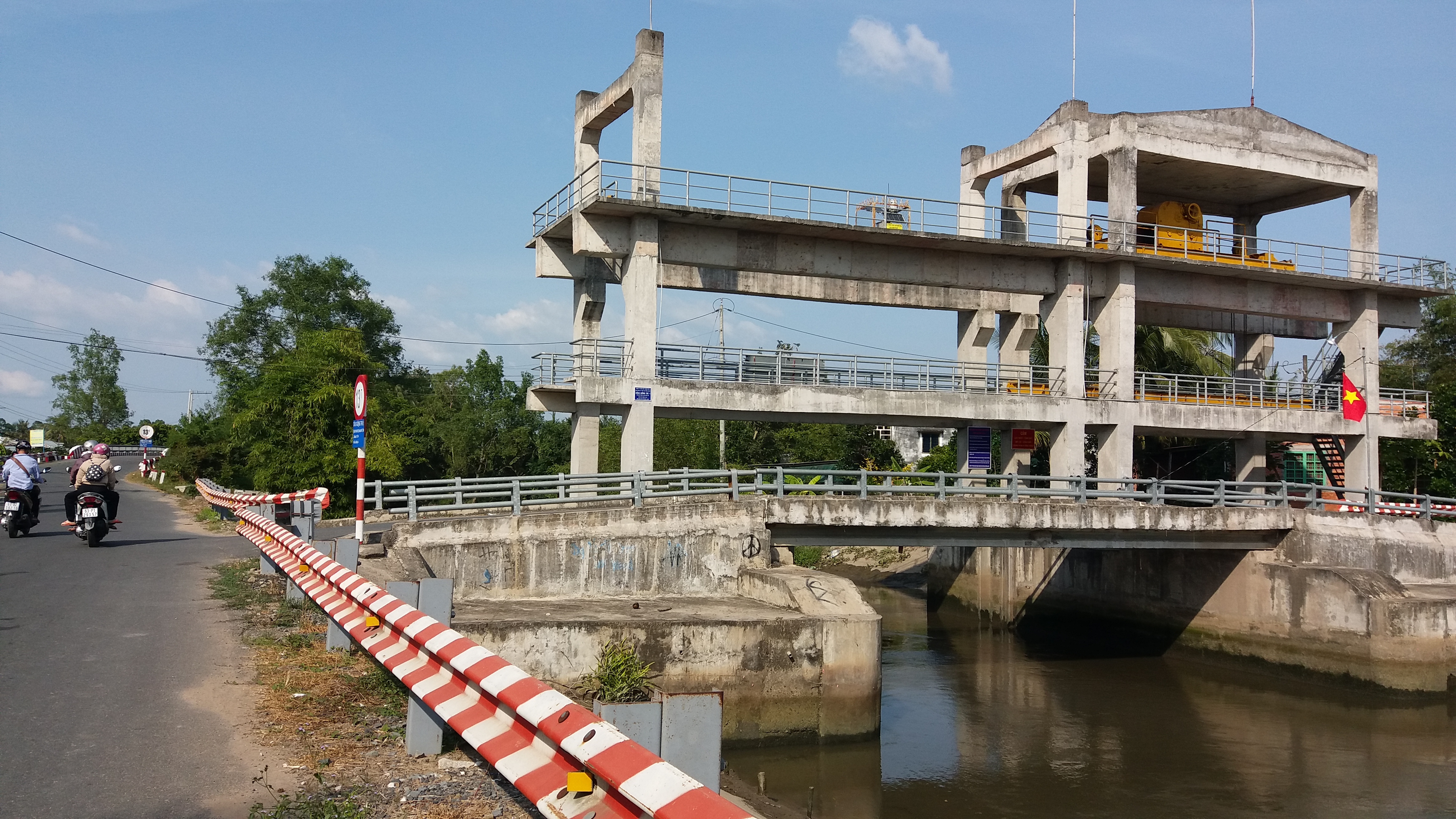
Cống ngăn trên kênh Giồng Tre

- Phía đông giáp phường Cai Lậy và Thanh Hòa.
- Phía tây giáp xã Hội Cư
- Phía nam giáp các xã Cái Bè, Hiệp Đức và Long Tiên.
- Phía bắc giáp xã Mỹ Thành.

Xã Bình Phú có diện tích 47,33 km², dân số năm 2025 là 51.081 người, mật độ dân số đạt 1.079 người/km².
Các sông, kênh, rạch chảy qua địa bàn xã gồm: kênh Bà Kai, kênh Ban Dầy, sông Bình Phú, rạch Đập Chùa, rạch Giồng, kênh Giồng Tre, kênh Kháng Chiến, kênh Mới, kênh Ông Bang, rạch Ông Cha, kênh Phú Thuận, kênh Ranh Tổng, kênh Thầy Cai, kênh Tổng, rạch Tham Rôn, rạch Tràm.

## Hành chính

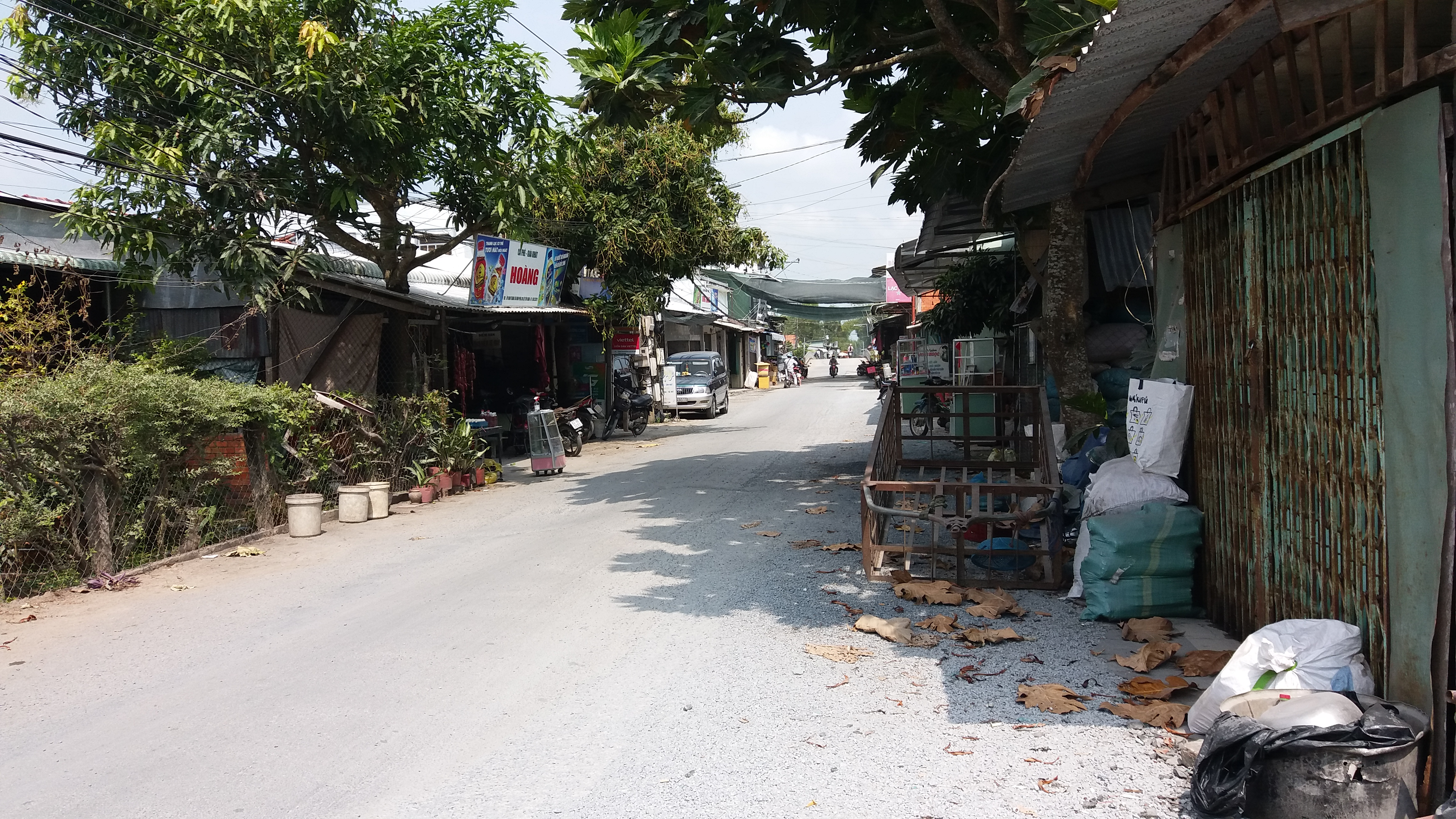
Khu vực chợ Bình Thạnh, một chợ nhỏ của thị trấn Bình Phú

Thị trấn Bình Phú được chia thành 11 khu phố: Bình Đức, Bình Hưng, Bình Long, Bình Ninh, Bình Phong, Bình Quới, Bình Sơn, Bình Thạnh, Bình Thới, Bình Tịnh, Bình Trị.

## Lịch sử
Dưới thời Pháp thuộc, Bình Phú là một thôn thuộc tổng Lợi Thuận, tỉnh Mỹ Tho. Năm 1904, tổng Lợi Thuận trực thuộc quận Cai Lậy mới thành lập.
Sau năm 1975, Bình Phú là một xã thuộc huyện Cai Lậy, tỉnh Tiền Giang. Đến năm 2014, sau khi thành lập thị xã Cai Lậy trên cơ sở tách một phần diện tích và dân số của huyện Cai Lậy, huyện lỵ huyện Cai Lậy được dời về xã Bình Phú.
Ngày 25 tháng 10 năm 2018, Ủy ban nhân dân tỉnh Tiền Giang ban hành Quyết định số 3100/QĐ-UBND công nhận xã Bình Phú đạt tiêu chí đô thị loại V. Ngày 10 tháng 12 năm 2018, trung tâm hành chính mới của huyện Cai Lậy tại ấp Bình Quới được đưa vào hoạt động.
Ngày 11 tháng 8 năm 2022, Ủy ban Thường vụ Quốc hội ban hành Nghị quyết số 569/NQ-UBTVQH15 (nghị quyết có hiệu lực từ ngày 1 tháng 10 năm 2022) về việc thành lập thị trấn Bình Phú trên cơ sở toàn bộ 19,07 km² diện tích tự nhiên và 18.502 người của xã Bình Phú.
Trước ngày 16 tháng 6 năm 2025, Bình Phú là thị trấn huyện lỵ của huyện Cai Lậy, Tiền Giang.
Ngày 16 tháng 6 năm 2025, Ủy ban Thường vụ Quốc hội ban hành Nghị quyết số 1663/NQ-UBTVQH15 về việc sắp xếp các đơn vị hành chính cấp xã của tỉnh Đồng Tháp năm 2025. Theo đó, sắp xếp toàn bộ diện tích tự nhiên, quy mô dân số của thị trấn Bình Phú và các xã Phú An, Cẩm Sơn thành xã mới có tên gọi là xã Bình Phú.
Sau khi sáp nhập, xã Bình Phú có 47,33 km² diện tích tự nhiên và dân số 51.081 người.

## Kinh tế – Xã hội

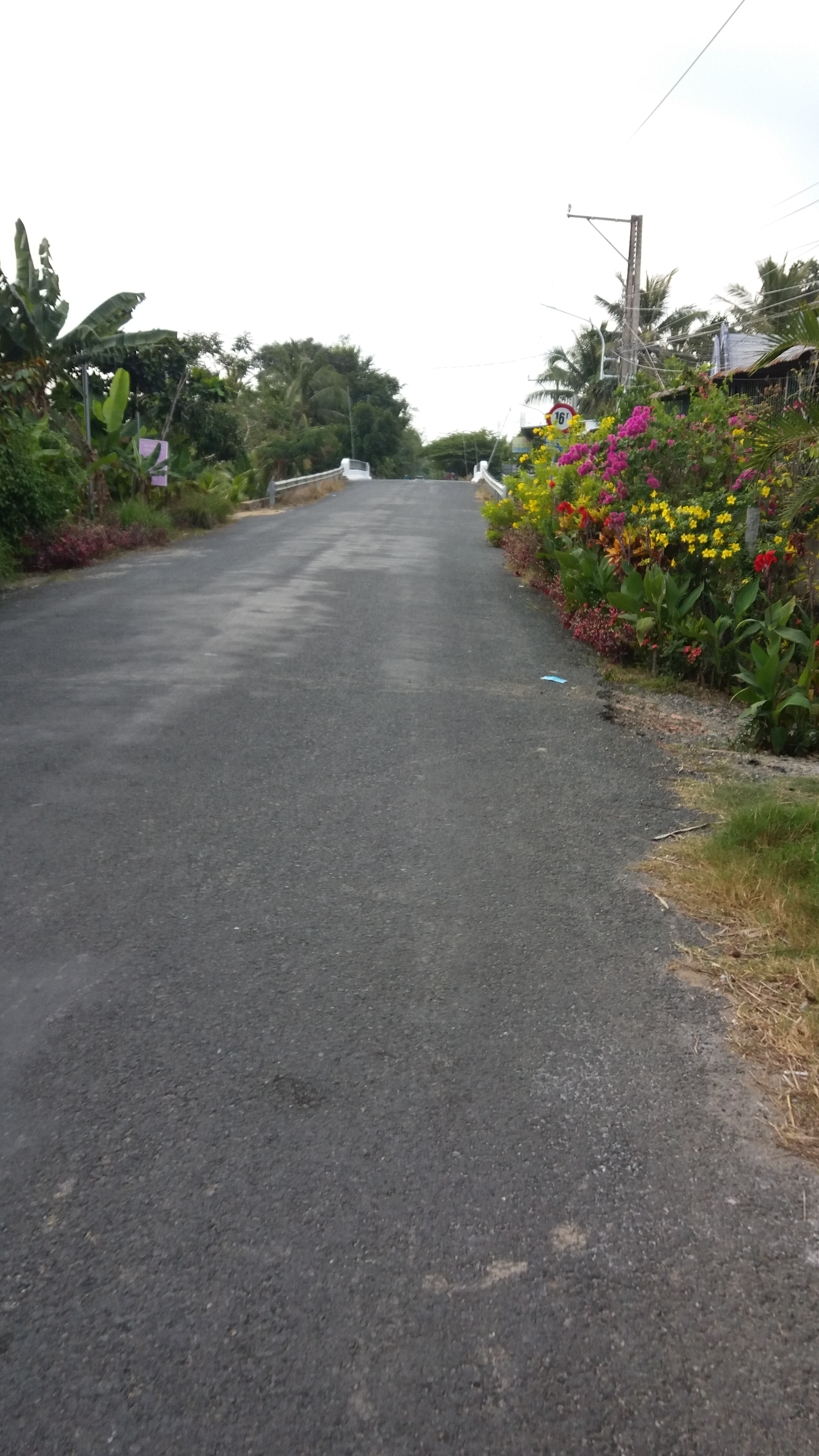
Huyện lộ 63 qua thị trấn Bình Phú.

Quốc lộ 1 chạy theo hướng tây đông đi ngang qua cắt đôi thị trấn làm hai phần.
Phần phía bắc của địa bàn thị trấn dân cư sống tập trung thành cụm đối diện chợ Bình Phú và tập trung dọc theo kênh Ban Dày, chạy dần về cực bắc thị trấn là chợ Bình Thạnh. Đất canh tác chủ yếu là trồng lúa, chăn nuôi vịt, nuôi cá. Các đường giao thông quan trọng gồm đường Nam Cả Chuối chạy chủ yếu hướng tây - đông, nằm ở bờ nam kênh Cả Chuối, con kênh là ranh giới với xã Phú Nhuận, đây là đường trải nhựa mới. Trục đường quan trọng thứ hai là đường huyện 65, chạy theo hướng bắc - nam, là đường trải nhựa. Ở mạn phía nam là đường huyện 57B cũng là đường trải nhựa chạy theo hướng chủ yếu tây - đông một vòng cung.
Phần phía nam địa bàn thị trấn Bình Phú có trung tâm hành chính huyện Cai Lậy, từ ngay Quốc lộ 1 rẽ vào tỉnh lộ 875B khoảng 200m. Quảng trường trung tâm huyện Cai Lậy rộng 13.000 m² gồm sân lễ, khu công viên, vườn hoa, tháp đèn chiếu sáng, đài phun nước nghệ thuật và một số công trình phụ, nằm cạnh Trung tâm Hành chính huyện Cai Lậy. Đường tỉnh lộ 875B tiếp tục chạy về hướng nam, chệch hướng tây nam. Phần nam của thị trấn có tuyến đường tránh thị xã Cai Lậy và huyện lộ 23A chạy ngang qua, cắt tỉnh lộ 875B. Phần nam thị trấn đất canh tác chủ yếu là trồng cây ăn trái. Trung tâm mua bán là chợ Bình Phú nằm trên bờ nam Quốc lộ 1.
Với vị trí thuận lợi có Quốc lộ 1 đi qua, thị trấn Bình Phú thực hiện các chính sách khuyến khích, thu hút đầu tư lĩnh vực công nghiệp, tiểu thủ công nghiệp, xây dựng, thương mại, dịch vụ. Đến cuối năm 2018, tỷ trọng giá trị sản xuất công nghiệp, xây dựng, dịch vụ chiếm gần 50% tổng giá trị sản xuất. Tỷ lệ hộ nghèo là 2,88%, thu nhập bình quân đầu người 45 triệu đồng/người/năm.
Nhiều nơi ở trong thị trấn, người dân tự phát chuyển từ trồng lúa sang trồng cây ăn trái và nuôi cá, theo thống kê từ Phòng Nông nghiệp và Phát triển nông thôn huyện Cai Lậy, đến đầu tháng 4 năm 2019, Bình Phú cùng 5 xã lân cận đã chuyển đổi 557 ha (hơn 5,5 km²) đất trồng lúa sang mục đích canh tác khác, gồm trồng cây ăn trái trên 404 ha, chuyển sang đào ao nuôi cá trên 153 ha. Việc tự ý chuyển đổi này được xem là sẽ phá vỡ quy luật cung - cầu trong sản xuất và lưu thông hàng hóa của địa phương. Theo Trần Kim Mai - Phó Chủ tịch UBND tỉnh Tiền Giang thì điều này là vi phạm Luật Đất đai về sử dụng đất không đúng mục đích, không được Nhà nước cho phép.

## Di tích
Đình Bình Phú tại ấp Bình Tịnh, có từ thế kỷ 18 là di tích lịch sử - văn hóa cấp tỉnh.

## Hình ảnh

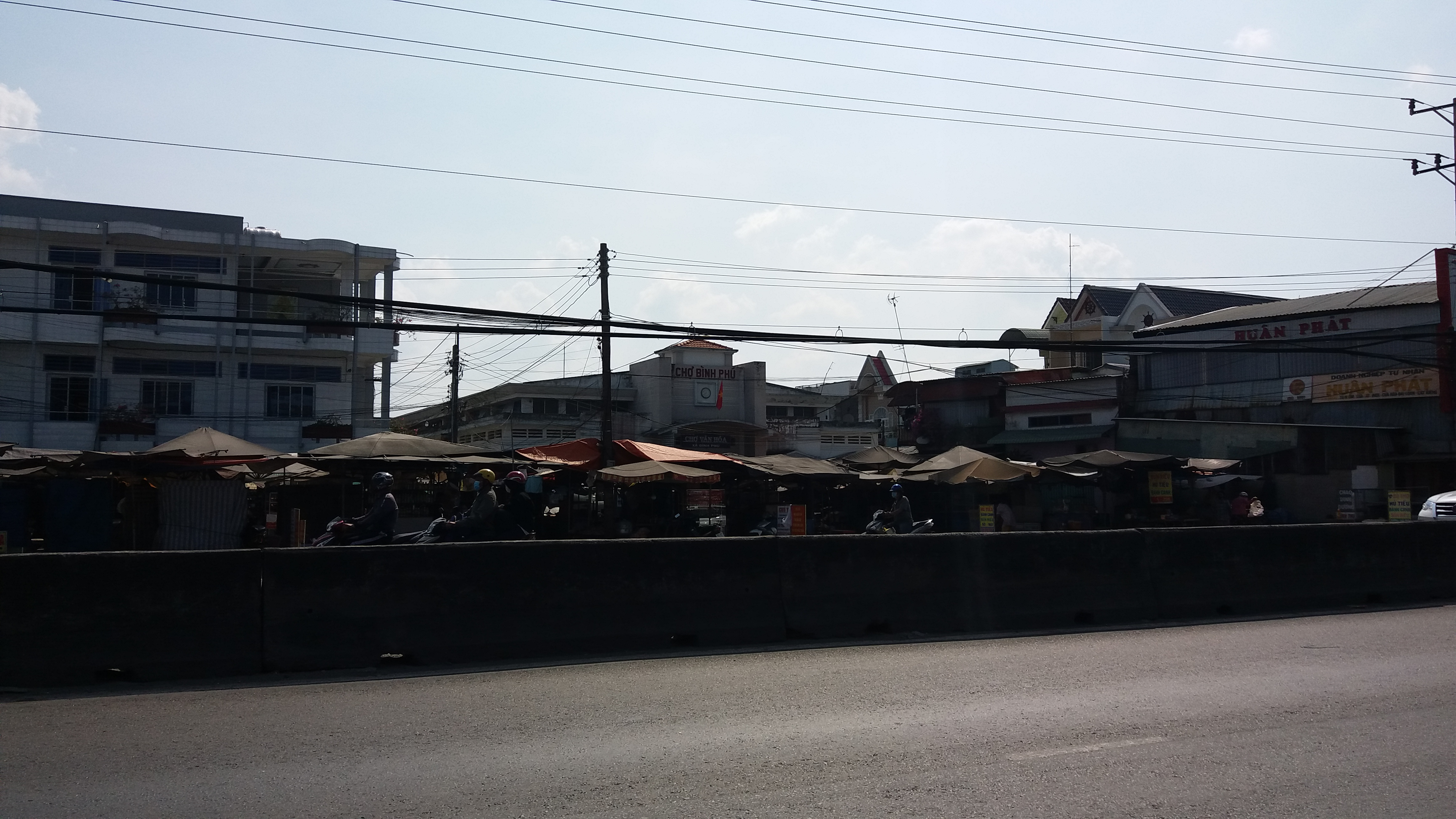
Chợ Bình Phú cạnh Quốc lộ 1
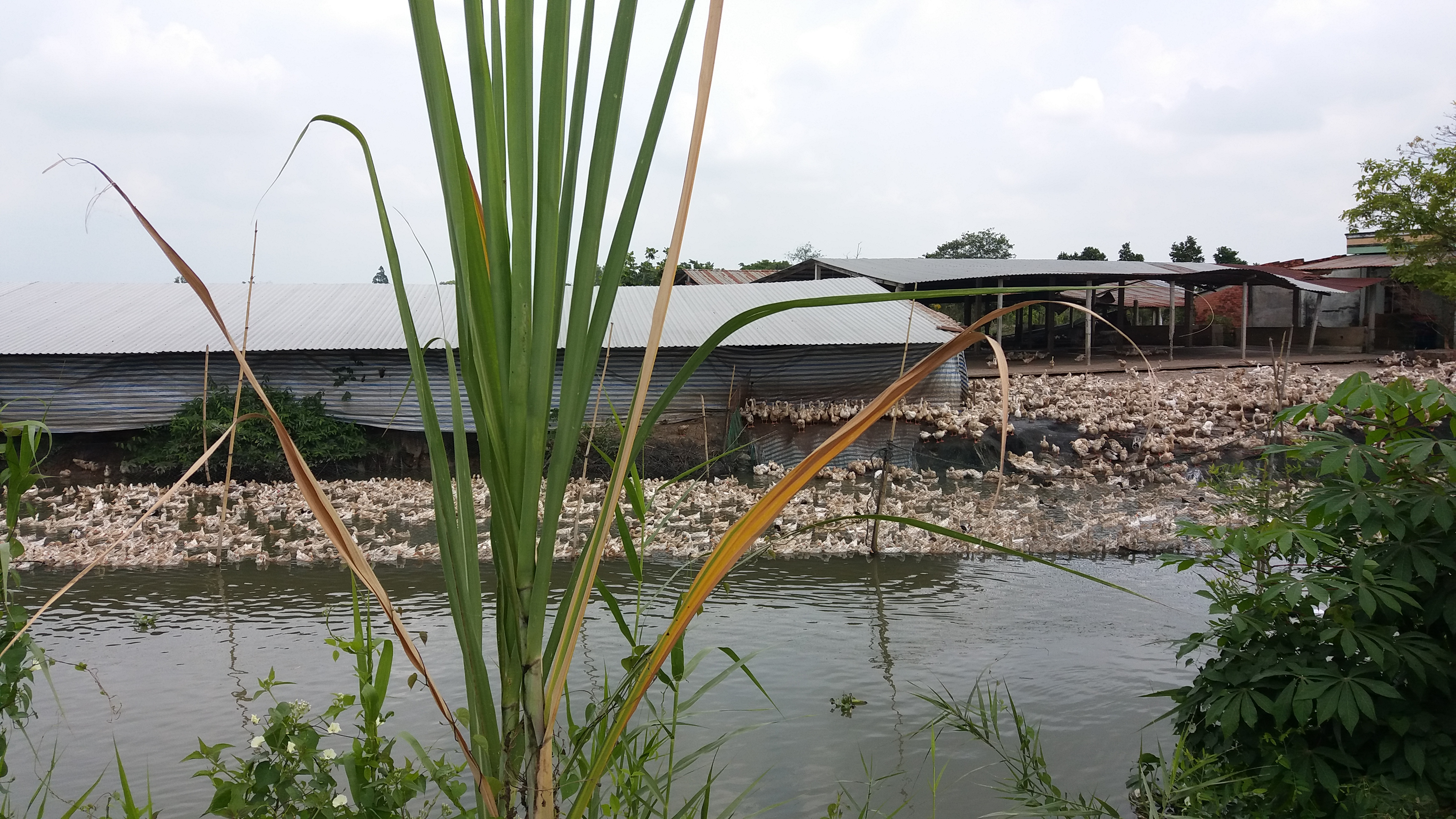
Một trại nuôi vịt tại thị trấn Bình Phú
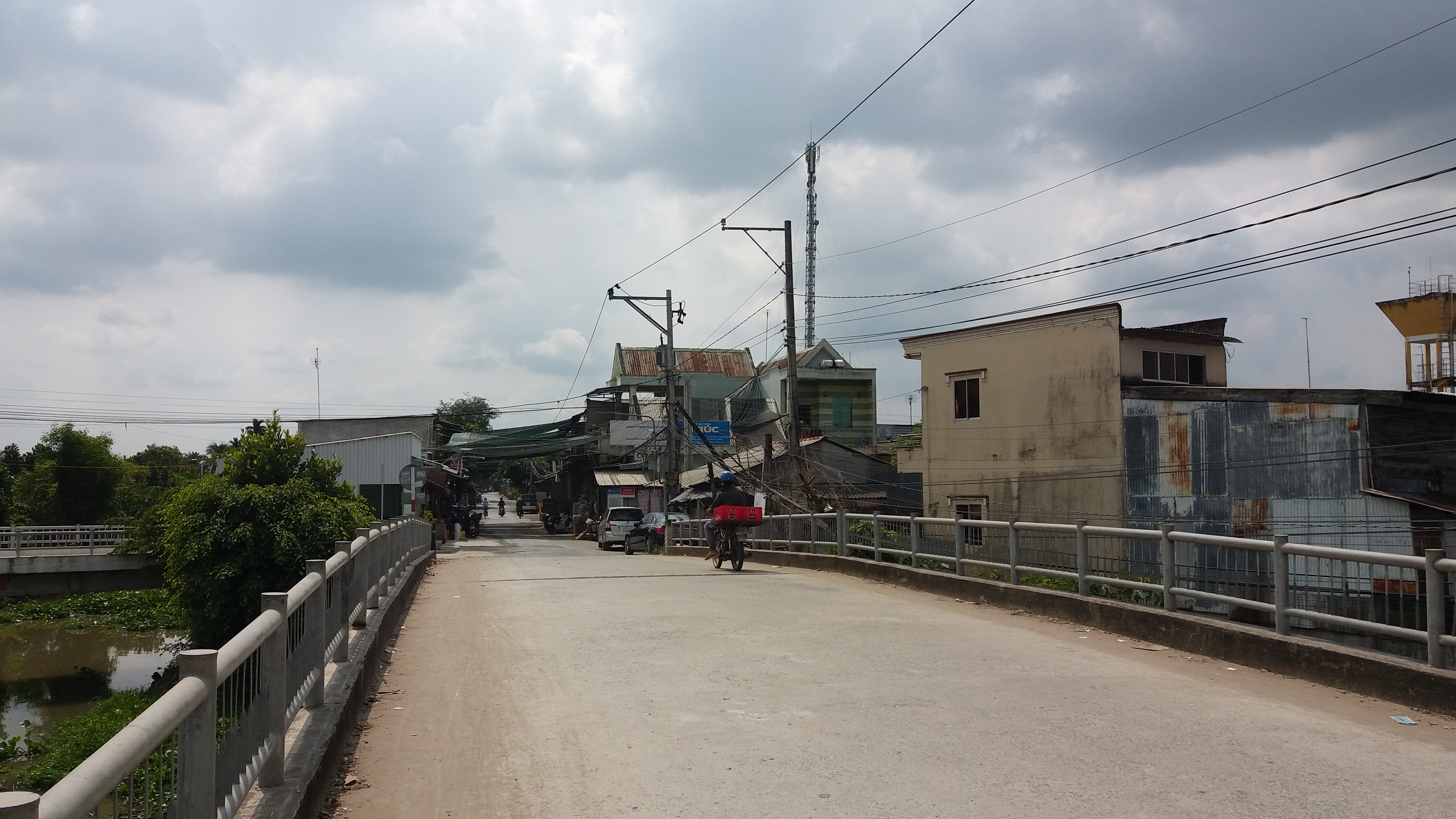
Khu vực chợ Bình Thạnh, một chợ nhỏ của thị trấn Bình Phú
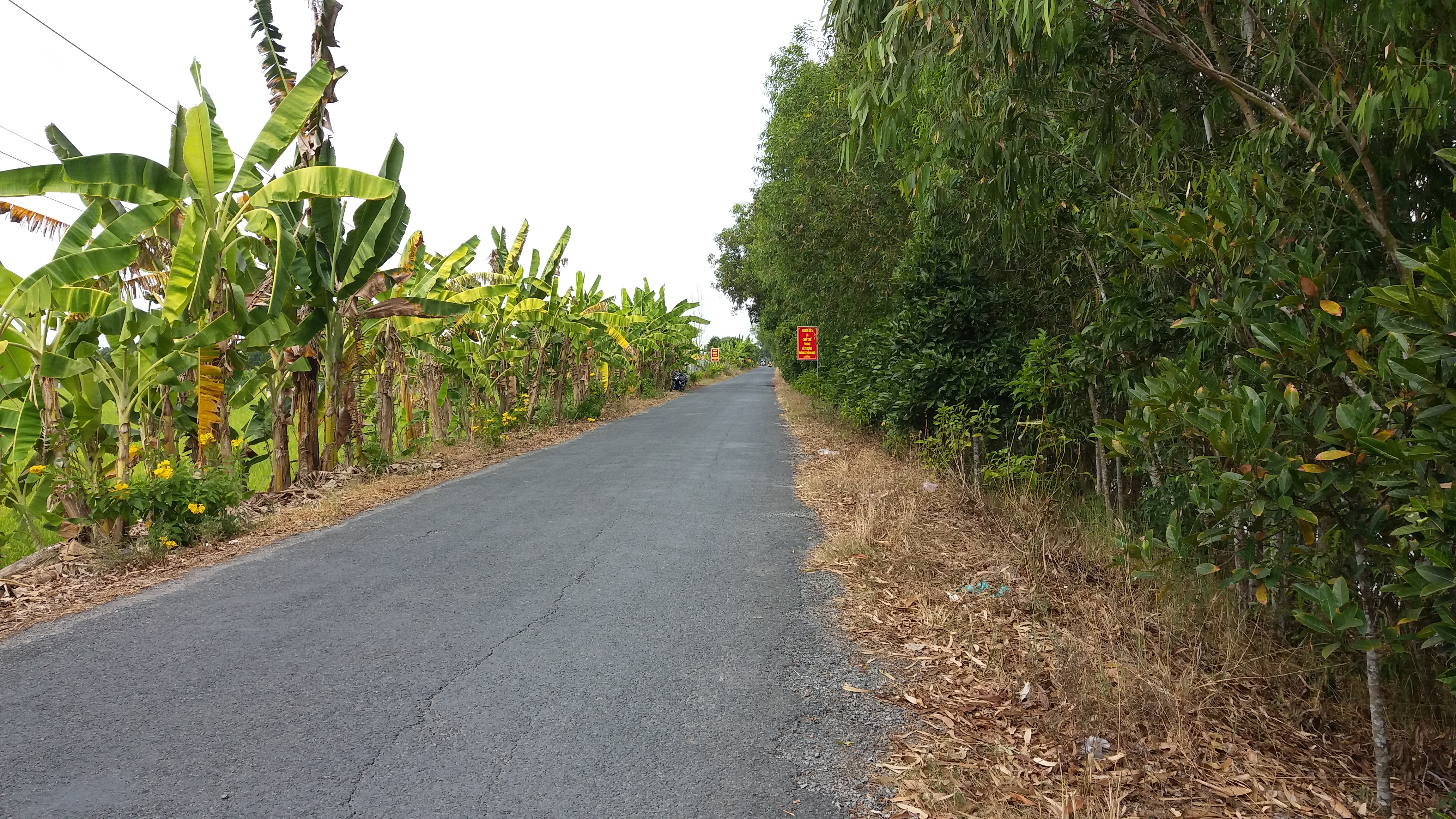
Huyện lộ 65 qua thị trấn Bình Phú